# Siphocampylus vatkeanus
Siphocampylus vatkeanus är en klockväxtart som beskrevs av Alexander Zahlbruckner. Siphocampylus vatkeanus ingår i släktet Siphocampylus och familjen klockväxter. Inga underarter finns listade i Catalogue of Life.